# Тануърт ин Ардън
Та̀нуърт ин А̀рдън (на английски: Tanworth-in-Arden, /ˈtænwərθ ɪn ˈɑːrdən/) е село в графство Уорикшър, централна Англия.
Разположено е на 252 метра надморска височина в равнината Ардън, на 17 километра южно от центъра на Бирмингам и на 19 километра западно от Уорик. Селището съществува от Средновековието, като е запазена църква от XIV век.

## Известни личности
Починали в Тануърт ин Ардън
- Ник Дрейк (1948 – 1974), музикант